# Венецианская республика
Светлейшая Республика Венеция (вен. Serenìsima Repùblega Vèneta, итал. Serenissima Repubblica di Venezia, лат. Serenissima Reipublicae Venetae), также Республика Святого Марка, — с конца 697 года по 1797 год республика в Европе со столицей в городе Венеция. Располагалась в северо-восточной части территории современной Италии, имела колонии на берегах Адриатического моря, в бассейнах Эгейского, Мраморного и Чёрного морей.
Институт дожей существовал в общей сложности ровно 1100 лет (697—1797).

## История

### Предыстория
На берегах северо-западного залива Адриатического моря и на севере Италии в древности жило племя венетов, от которых страна получила название. Во время переселения народов, когда вождь гуннов Аттила в 452 году разрушил Аквилею и завоевал всю верхнюю Италию до реки По, многие жители побережья искали убежища на островах в соседних лагунах. С тех пор здесь постепенно возникло несколько городских поселений: Градо, Гераклея, Маламокко, Кьоджа. После падения Западной Римской империи Венецианские острова вместе с остальной Италией попали под владычество Одоакра, потом остготов и, наконец, — Восточной Римской империи. И даже после вторжения лангобардов они оставались ещё под властью византийского императора.

### Становление республики
В многочисленных войнах с лангобардами постепенно выяснилась необходимость более тесного единения и общего управления. Поэтому духовные и светские вожди населения, вместе со всеми жителями островной группы, избрали в 697 году Павла Лучио Анафесто общим верховным главой на всю его жизнь, а впоследствии эта должность получила название — дож.
Местопребывание правительства находилось сперва в Эраклее, в 742 году было перенесено в Маламокко и в 810 году на пустынный до тех пор остров Риальто, где после того возник город Венеция. В 806 году венецианские города были присоединены к империи Карла Великого, но уже в 812 году были возвращены (вместе с Далмацией) Византии. Однако по окончательным условиям Нисефорского договора в 814 году Венецианская республика получила фактически полную независимость от Византии.
Вскоре после этого Венецианская республика, искусно пользуясь своим выгодным и безопасным положением между Византийской и Франкской империей, развила своё благосостояние и стала богатым и могущественным торговым городом. Её флоты вместе с Византией победоносно сражались против норманнов и сарацин в южной Италии, равно как и против славян на восточном берегу Адриатического моря. К островам в лагунах восточной Адриатики была присоединена Истрия, а прибрежные города Далмации в 997 году добровольно поставили себя под венецианское покровительство. Будучи владычицей Адриатического моря, Венеция пользовалась полной независимостью, но республика ещё долгое время сохраняла формальную политическую связь с Византийской империей.

### Расцвет республики

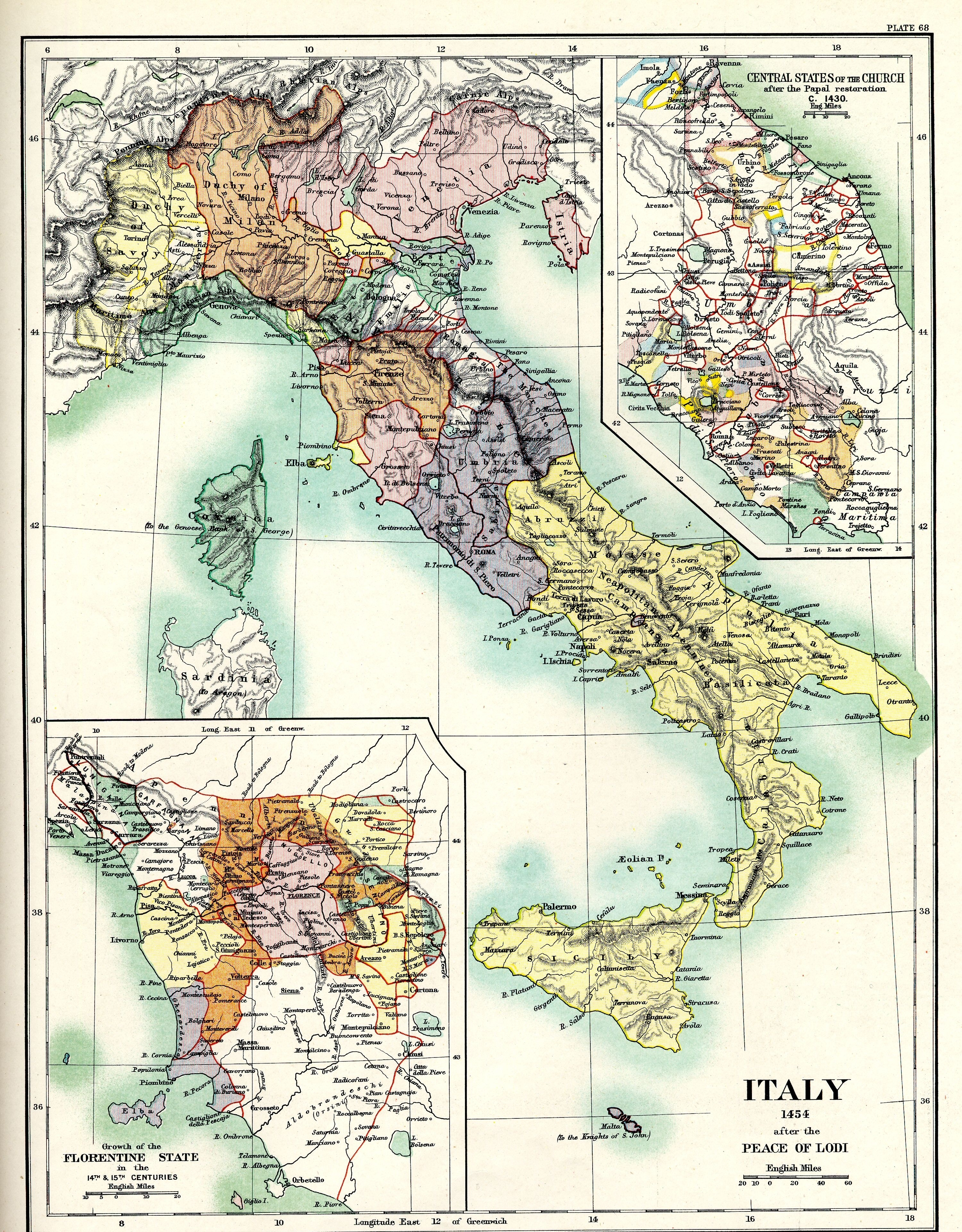
Италия 1454 года после Лодийского мира

Во время Крестовых походов Венеция достигла высокой степени процветания и распространила свои торговые связи, несмотря на конкуренцию других итальянских республик (Пизы и Генуи), на весь Ближний и Средний Восток. Внутри республики неоднократно возникала борьба между демократической и аристократической партиями. Некоторые даже изъявляли желание превратить пожизненное правление дожей в наследственную монархию. После одного из восстаний, в котором погиб дож Витале II Микьель, в 1172 году был впервые созван Большой совет, состоявший из выборных депутатов, который с тех пор стал высшим совещательным органом власти и сильно ограничивал могущество дожей. Созываемое с начала республики общее народное собрание стало с тех пор созываться лишь в исключительных случаях и в 1423 году было распущено. Под господством аристократии были выработаны законодательство республики и её административное устройство.
Могущество республики достигло высшей степени, когда дож Энрико Дандоло при содействии французских крестоносцев завоевал в 1204 году Константинополь и при разделе между победителями получил во владение Венеции три восьмых территории Византийской империи и остров Крит. Венеция не смогла, однако, помешать падению в 1261 году Латинской империи, а византийские императоры после того предоставили генуэзцам очень широкие права в Константинополе, и венецианцы были оттеснены на задний план. Кроме того, с 1256 года началась продолжительная война между Венецией и Генуей, которая велась с переменным успехом.
Аристократическо-олигархическое устройство республики в 1297 году стало ещё более замкнутым, вследствие уничтожения дожем Пьетро Градениго Большого совета, и превращения избиравшейся до тех пор ежегодно синьории в наследственную коллегию, в состав которой входили депутаты, чьи фамилии были вписаны в Золотую книгу. Последовавшее после заговора Тьеполо в 1310 году учреждение Совета Десяти, которому вверено было с обширными полномочиями управление внутренними делами республики, дополнило эту аристократическую систему. С тех пор Золотая книга открывалась лишь в редких случаях (1379, 1646, 1684—1699, 1769), и только небольшое число фамилий занесено в разряд депутатов. Дож Марино Фальер за свой заговор против аристократии в 1355 году заплатил жизнью. Перемена, происшедшая в сношениях с Левантом, побудила республику обратить главное своё внимание на Италию, особенно после того, как соперница Венеции Генуя после 130-летней борьбы была побеждена в 1381 году. Венецианские владения на материке, терраферма, все более расширялись. Виченца, Верона, Бассано, Фельтре, Беллуно и Падуя со своими территориями были присоединены в 1404—1405 годах, Фриуль — в 1421-м, Брешиа и Бергамо — в 1428-м и Крема — в 1448 году, и около того же времени было окончено завоевание Ионических островов. Наконец, вдова последнего кипрского короля венецианка Катерина Корнаро в 1489 году уступила республике остров Кипр. Венецианцы восстановили несколько городов, разрушенных во время восстания против тамплиеров, однако крупнейший из них, Лимоссо, восстановить так и не удалось.
В конце XV столетия Венецианская республика была богата, могущественна, внушала страх своим врагам, и среди её населения научное и художественное образование было распространено более, чем в других европейских государствах. Торговля и промышленность процветали. Простой народ Венеции неслыханно богател, так как налоги были незначительны, и правление имело мягкий характер, когда дело не касалось политических преступлений, для преследования которых были назначены в 1539 году три государственных инквизитора.

### Закат республики
Португалец Васко да Гама открыл в 1498 году морской путь в Ост-Индию, и Венеция с течением времени лишилась выгод ост-индской торговли. Османы стали властелинами Константинополя и мало-помалу отняли у венецианцев владения, принадлежавшие им в Архипелаге и Морее, равно как Албанию и Негропонт (Эвбею). Опытная в ведении государственных дел республика лишь с относительно небольшими потерями избавилась от опасности, которой грозила ей основанная папой Юлием II Священная лига, поставившая её на короткое время почти на край гибели; эта борьба дала новый толчок её могуществу и влиянию. В церковной распре с папой Павлом V, в которой монах Паоло Сарпи защищал дело Венеции (с 1607 года), республика отстояла свои права против иерархических притязаний. Заговор против независимости республики, затеянный в Венеции в 1618 году испанским посланником маркизом Бедемаром, был вовремя раскрыт и жестоко подавлен.
С другой стороны, Османская империя отняла у республики в 1571 году остров Кипр, а в 1669-м, после 24-летней войны, и Кандию (Крит). Последние крепости на этом острове были потеряны Венецией лишь в 1715 году. Морея в 1687 году была вновь завоёвана и по Карловицкому миру в 1699 году уступлена турками, но в 1718-м, по Пассаровицкому миру, была возвращена. С этого времени республика почти перестала принимать участие во всемирной торговле. Она довольствовалась сохранением своего устаревшего государственного строя и удержанием за собою, при соблюдении строжайшего нейтралитета, остальных своих владений (Венеции, Истрии, Далмации и Ионических островов), в которых было до 2,5 миллионов подданных.
Из-за своего географического положения и неправильной оценки важности значения Нового Света и Ост-Индии и, таким образом, будучи отрезанной от меняющихся торговых потоков (атлантическая трехсторонняя торговля и индийская торговля), Венеция пострадала экономически. Развивающиеся государства, такие как Португалия, Испания, Нидерланды и Великобритания, постепенно обогнали её. Из-за относительно небольшой численности населения и отсутствия богатых сырьем колоний она также не имела потенциала для проведения широкомасштабной торговой экономической политики. Только производители стеклянных бус получили огромные новые рынки благодаря торговле с новыми колониальными державами в Америке, Азии и Африке. В Европе Венеция специализировалась на торговле предметами роскоши, особенно стеклом.
Тем не менее, Венеции удалось расширить свою оборонительную систему, которая существует и по сей день, систему, которая окружала практически всю лагуну и была построена между 1744 и 1782 годами. К тому же Венеция отнюдь не осталась в стороне от конфликтов в Магрибе. В 1778 году её флот действовал у Триполи. В 1784–1787 гг. шла война с Тунисом, в которой активно действовал флот под командованием Анджело Эмо. В 1795 году венецианцы воевали с Марокко и в октябре 1796 года — с Алжиром.
В войнах, возникших вследствие Французской революции, Венеция утратила свою самостоятельность. Когда Бонапарт в 1797 году вторгся в Штирию, в тылу у него восстало против французов сельское население Террафермы. Вследствие этого, по заключении предварительных мирных условий с Австрией, Бонапарт объявил республике войну. Тщетно пыталась она уступчивостью и переменой конституции склонить победителя на милость. Последний дож, Лодовико Манин, и Большой совет принуждены были 12 мая 1797 года подписать своё отречение. Затем, 16 мая, город Венеция был без сопротивления занят французами.
Мирным договором, заключённым в Кампо-Формио 17 октября 1797 года, венецианская территория по левую сторону реки Эч, вместе с Истрией и Далмацией была предоставлена Австрии, а область по правую сторону Эча присоединена к Цизальпинской республике (впоследствии Итальянское королевство). Ионические острова перешли во владение Франции.

## Государственное управление
Венеция была классическим примером аристократической республики. Структура власти была многообразна и довольно запутана. Основную элиту составляли семьи патрициев, из которых выходили представители власти. Кроме патрициев, в Венеции было значительное число граждан, имевших право работать в административном аппарате, не занимая политических постов, при этом за гражданами был зарезервирован ряд важнейших административных постов республики. Большинство населения принадлежало к народу, не имевшему формальных прав, но мнение которого тем не менее внимательно учитывалось по мере возможностей политическим классом.
Политическая система республики опиралась на большое количество гражданских комитетов или Советов, связанных между собой сложной системой сдержек и противовесов.

### Большой совет
Высшим органом республики являлся Большой совет, который избирал основные советы и главных магистратов республики, включая дожа. С 1297 года вхожесть в Большой совет была существенно ограничена: только человек, чьи предки заседали в составе Совета, мог стать его членом. Их имена были занесены в особую книгу, которая носила название «Золотая книга». В Золотой книге было записано порядка 300 венецианских семей. Каждый мужчина из семьи нобилей (аристократов) по достижении 25-летнего возраста входил в состав совета.
Первоначально совет насчитывал 400—500 человек. Позднее его численность выросла до тысячи с лишним человек. Максимально Совет включал в себя до 2500 членов. Таким образом, в Совет входило порядка 5 % всего взрослого мужского населения Венеции.

### Дож

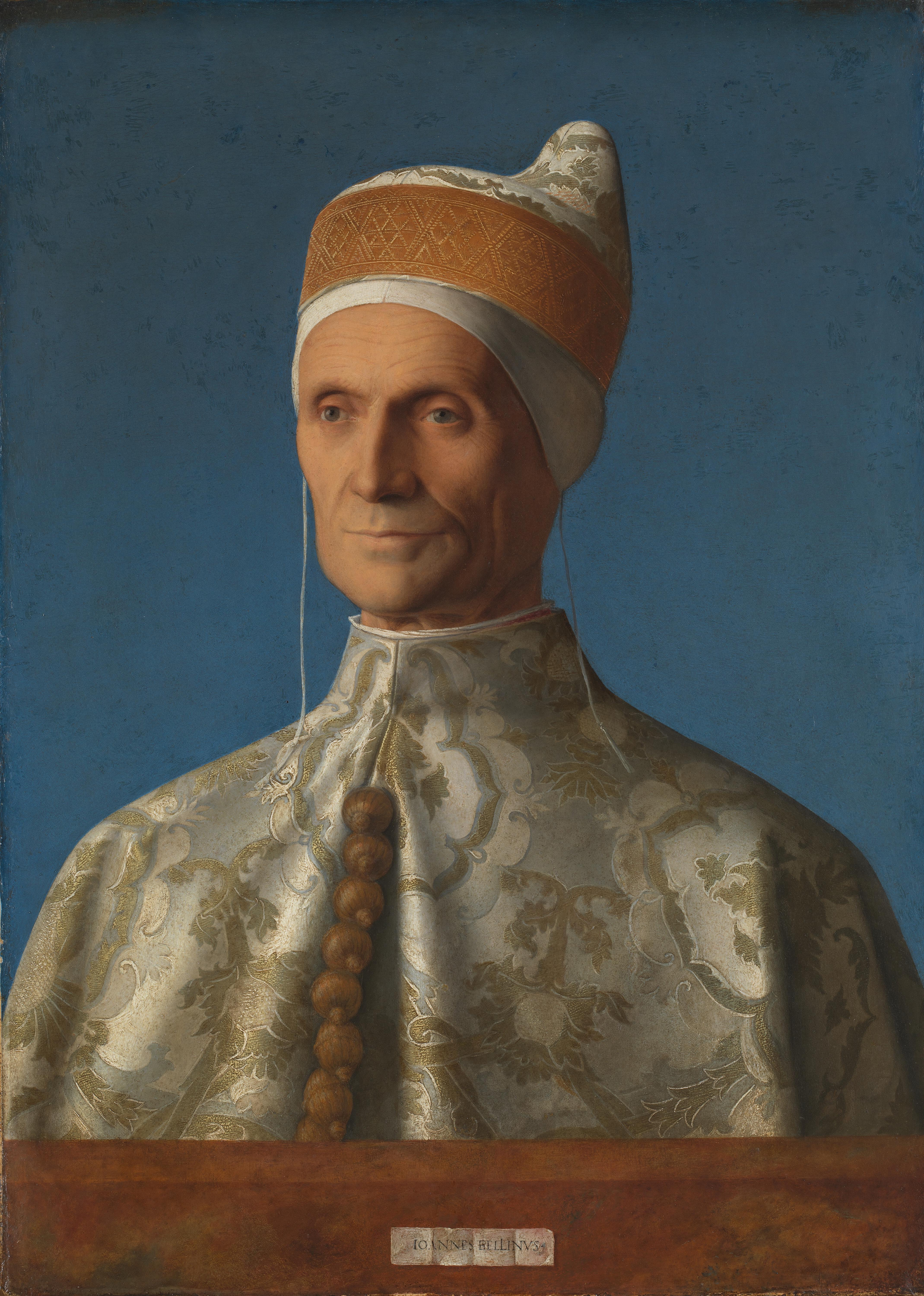
Джованни Беллини. Портрет дожа Леонардо Лоредано в традиционном для дожей головном уборе

Дож обычно избирался из числа двенадцати прокураторов Сан-Марко, как правило пожизненно. Голосование Большого совета по выборам дожа не было прямым. Большой совет реализовывал процедуру выборов, которая включала в себя одиннадцать этапов. Сначала собирались члены Большого Совета старше 30 лет, которые избирали 30 человек, принадлежавших к различным семьям. Затем эти 30 избирали 9 человек, которые избирали сорок человек. Эти сорок избирали 12 человек, а эти 12 — 25. Двадцать пять человек избирали девять, а девять человек — 45; 45 избирали 11, а эти 11 — избирали окончательный комитет по выборам 41 человека, которые и избирали Дожа.
Власть дожа была очень ограничена: имея право участвовать во всех советах, он не мог навязывать своё мнение. Дож не мог принимать самостоятельные решения, а его контакты, встречи, переписка тщательно контролировалась. Он не мог покидать пределов Венеции и не мог иметь собственности за пределами государства.

### Малый совет
При доже состоял Малый совет из шести его советников и трёх членов Совета сорока.

### Сенат
Сенат состоял из 120 человек, которые назначались сроком на один год с правом переизбрания. Из 120 человек, 60 человек выдвигались Большим советом, ещё 60 человек выдвигались начальным составом Сената и одобрялись Большим советом. Ещё около 140 человек, представлявших различные политические органы республики, входили в Сенат с правом совещательного голоса. Руководила Сенатом Коллегия, которая включала в себя 16 человек и отвечала за текущие ежедневные решения правительства.
Сенат решал основные оперативные вопросы внешней и внутренней политики.

### Совет сорока
Совет сорока выполнял функции верховного суда республики. Его состав также определялся Большим советом. Члены Совета сорока после 16 месяцев исполнения своих обязанностей также входили в Сенат.

### Совет десяти
В Венеции существовала организация, следившая за политической ситуацией, своего рода инквизиция. Для контроля над деятельностью дожа был создан Совет десяти, члены которого избирались на один год Большим советом, причём было запрещено избирать в Совет двух и более членов одной семьи. Дож вместе с советниками имел право только присутствовать на некоторых заседаниях совета, но не участвовал в голосовании. Одной из официальных целей совета был контроль над дожем и другими учреждениями республики. Совет имел очень хорошо развитую систему осведомителей и основываясь на их донесениях оценивал деятельность всех правящих структур республики. Совет десяти имел законное право арестовать, допросить, в том числе с применением пыток, и заочно осудить любого, кого считал нужным. И поскольку выборы в Совет происходили на заседаниях Большого совета, куда не пускали никаких чужаков, и состав совета не опубликовывался и не оглашался, Совет десяти являлся анонимным органом власти, список членов которого не был известен большинству жителей города.
Совет десяти вместе с Коллегией Сената и Малым советом образовывал Полную Коллегию, которая являлась сосредоточением всей власти республики.

### Другие институты власти
Кроме высших органов власти в республике было достаточное количество профессиональных гильдий и религиозных братств, которые отстаивали интересы своих членов.
Представителями исполнительной власти являлись подеста, проведиторы, прокураторы и многие другие чиновники.